# Supercoppa di Cipro 2017
La 49ª edizione della Supercoppa di Cipro si è svolta il 9 agosto 2017 allo Stadio Antōnīs Papadopoulos di Larnaca tra l'APOEL, vincitrice della A' Katīgoria 2016-2017 e l'Apollōn Limassol, vincitore della coppa nazionale.
L'Apollōn Limassol ha vinto il trofeo per la terza volta nella sua storia e per il secondo anno consecutivo.

## Tabellino
| Arbitro: | Masias |

|           |           |                                      |
| Efraim 9’ | Marcatori | 79’ Alex da Silva 87’ André Schembri |